# Ticstörning
Ticstörningar definieras i Diagnostic and Statistical Manual of Mental Disorders (DSM) baserat på typ av tics (motoriska eller verbala) och varaktighet (plötsliga, snabba, orytmiska, stereotypa, ofrivilliga rörelser). Ticstörningar definieras på liknande sätt av Världshälsoorganisationen.

## Klassificering
Ticstörningar klassificeras enligt följande:
- Övergående ticstörning består av flera motoriska och/eller verbala tics med minst 4 veckors varaktighet, men mindre än 12 månader.
- Varaktig ticstörning är antingen en eller flera motoriska eller verbala tics, men inte båda, som är närvarande i mer än ett år.
- Tourettes syndrom diagnostiseras när både motoriska och verbala tics är närvarande i mer än ett år.
- Ticstörning UNS (utan närmare specifikation) diagnostiseras när tics är närvarande, men inte uppfyller kriterierna för någon speciell ticstörning.

Ticstörningar debuterar i barndomen, före 18 års ålder, och beror inte på effekterna av medicinering eller annan sjukdom.
Diagnoskoderna för ticstörningarna från DSM-IV-TR är:
- 307.20 Ticstörning UNS (utan närmare specifikation)
- 307.21 Övergående ticstörning
- 307.22 Varaktig motorisk eller verbal ticstörning
- 307.23 Tourettes syndrom

ICD10s diagnoskoder är:
- F95.0 Övergående ticstörning
- F95.1 Varaktig motorisk eller verbal ticstörning
- F95.2 Tourettes syndrom
- F95.8 Andra ticstörningar
- F95.9 Ticstörning, ospecificerad

## Förekomst
En stor, community-baserad studie föreslog att över 19 procent av barn i skolåldern har ticstörningar.
Barnen med ticstörningar i denna studie var vanligtvis odiagnostiserade.
Så många som 1 av 100 personer kan uppleva någon form av ticstillstånd, ofta före puberteten.
Tourettes syndrom är ett allvarligare uttryck av ticstörningar. Trots det är de flesta fall av Tourettes syndrom inte allvarliga. 
Fastän ett stort del av utredningsarbete visar en koppling mellan olika ticstörningar, behövs ytterligare studier för att bekräfta relationen.

## Behandling
Behandlingen av ticstörningar, trots att den vanligen inte är nödvändig, liknar behandlingen av Tourettes syndrom. Tics bör skiljas från andra orsaker till tourettism.